# Levin Winder

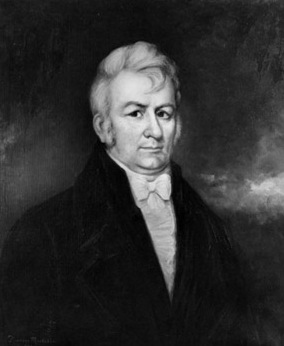
Levin Winder

Levin Winder (* 4. September 1757 im Somerset County, Provinz Maryland; † 1. Juli 1819 in Baltimore, Maryland) war ein US-amerikanischer Politiker und von 1812 bis 1816  Gouverneur des Bundesstaates Maryland.

## Werdegang
Levin Winder brach ein Jurastudium ab, um während des Unabhängigkeitskrieges in der Kontinentalarmee auf amerikanischer Seite zu kämpfen. Bis zum Ende des Krieges im Jahr 1783 brachte er es bis zum Lieutenant Colonel.
Nach dem Krieg begann Levin Winder eine politische Laufbahn. Zwischen 1789 und 1793 sowie von 1806 bis 1806 war er Mitglied im Abgeordnetenhaus von Maryland. Zeitweise amtierte er dort als Präsident (Speaker) des Hauses. Am 10. November 1812 wurde er von der Maryland General Assembly gegen Amtsinhaber Robert Bowie zum neuen Gouverneur seines Staates gewählt. Nach zwei Wiederwahlen in den Jahren 1813 und 1814 – jeweils gegen Bowie – konnte er bis zum 2. Januar 1816 im Amt bleiben.
Winders Amtszeit war von den Ereignissen des Krieges von 1812 überschattet. Persönlich war der Gouverneur ein Gegner dieses Krieges. Nach dessen Ausbruch unterstützte er aber die Streitkräfte, indem er Soldaten, Waffen und Proviant zur Verfügung stellte.
Nach dem Ende seiner Amtszeit zog sich Winder aus der Politik zurück. Er starb im Juli 1819 in Baltimore. Mit seiner Frau Mary Stoughton Sloss hatte er drei Kinder.